# Estanis Mogollón
Estanis Mogollón Benites (Máncora, 5 de diciembre de 1965) es un cantautor peruano, nacido en Máncora, Piura. Es considerado por muchos el responsable del renacimiento de la Cumbia norteña en el Perú. La mayoría de sus canciones han sido grandes éxitos de ventas, y su canción "El embrujo" fue la canción más escuchada del año 2007. Mogollón fue premiado por APDAYC como el Compositor del Año en los Premios Apdayc 2007.

## Biografía
Mogollón nació en el balneario de Máncora, Piura, el 5 de diciembre de 1965.
Debido al éxito logrado en la agrupación antes mencionada, Mogollón es invitado a cantar en la Orquesta "Los Bellkings" de la capital de región, la ciudad de Piura, en la cual se desempeñó como cantante y compositor por cinco años consecutivos, en los cuales, debido a las constantes giras, recabó material anecdótico para elaborar sus canciones posteriores.
El siguiente paso lo da el año 2000, cuando compone dos canciones tituladas "Lloro" y "Corazón de Piedra" para el cantante Tony Rosado. Estas se convirtieron en éxitos en el norte peruano.
Con un norte definido, Mogollón decidió salir de su natal Piura en busca de mejores ofertas en Lima, y de esa manera llega a la Orquesta "La verdad del norte", en la que graba en Lima el tema "Estar sin ti".
Con una nueva vida en una nueva ciudad, comienza a buscar oportunidades a través de la composición musical, pero la tarea no fue fácil; había varios compositores consagrados con un gran talento y muchos años en el medio, así, el panorama se tornaba cada vez más difícil, en la capital, alrededor de aquellos compositores era como estar en las ligas mayores.
Luego de mucho esfuerzo, la respuesta a su intenso trabajo no fue en vano, pronto se abrieron nuevas puertas, pues cuando estaba pensando en la posibilidad de retornar a Piura debido a su relativamente precaria situación, el director de la orquesta Agua Marina, José Quiroga Querevalú, luego de escuchar un casete que el compositor le había llevado, decide comprar seis de las ocho canciones ahí contenidas por una suma relativamente alta. Desde ese momento comienza su verdadero despegue musical. Orquestas como Armonía 10, Sociedad Privada, Tony Rosado, Grupo 5, entre otras, comenzaron a trabajar con él. Su trabajo empezaba a dar frutos.

### El Embrujo de la cumbia
Un tema compuesto cuando tenía 23 años, fue el causante de que Mogollón empiece a ser mencionado en todos los medios de comunicación, de pronto, todos hablaban de él.
Transcurría el año 2004, cuando Mogollón fue contactado por Rubén Sara, Manager de la Orquesta Kaliente de Iquitos, éste quería que el compositor le ayude a reorganizar la orquesta, con un nuevo estilo y nuevas canciones. 
Estanis accede a la petición, y comienza entregándole al grupo una canción que en un principio llamó "Pasajero N° 3", pero que con el paso del tiempo y por una decisión de masas, pasó a llamarse "Como hago", cierta noche el referido grupo compartió escenarios con el merenguero dominicano Eddy Herrera, éste se sintió impresionado por el carisma que la agrupación derrochaba mientras interpretaba los temas, pero lo que más le interesó fue la canción mencionada anteriormente, así que conversó con la orquesta, ya que quería interpretar el tema en versión merengue, la respuesta no se hizo esperar: el creador de la canción era Estanis Mogollón. Con el consentimiento del compositor, el dominicano grabó la canción, la cual pronto se convirtió en un éxito a nivel latinoamericano.
El trabajo de Estanis se vio beneficiado con creces, los pedidos que venían de diferentes agrupaciones iban en aumento, sobre todo de parte de Kaliente, la orquesta arriba mencionada, pero Mogollón había entregado ya la mayoría de sus composiciones, así, recurre a un cuaderno de apuntes donde había escrito una canción para la que hoy es su esposa cuando aún eran enamorados. Realizó los arreglos y actualizaciones correspondientes, y presentó la canción El embrujo a la orquesta. Nunca imaginaría que aquella canción, popular en su momento en la selva y el norte peruano, llegaría a estar en los Rankings radiales más importantes, no sólo de Perú, sino de los países aledaños.

### Estanis en la actualidad
Con varios premios y reconocimientos, Estanis actualmente dedica la mayor parte de su tiempo a su propia Orquesta, Stany Band, la cual está integrada por músicos provenientes de varias regiones del Perú, no obstante, su labor como compositor para otros grupos continúa. En 2011, su tema "El embrujo" apareció interpretado en la película española Amador.

## Grupos que interpretan sus temas
Sus canciones son interpretadas por agrupaciones como el Grupo 5 de Monsefú, Chiclayo; Los Caribeños de Guadalupe, La Libertad; Kaliente, de Iquitos, Loreto; Agua Marina, de Sechura, Piura; Armonía 10 de Piura; Orquesta Papillon de Tarapoto (San Martín) Perú; Sociedad Privada de Tingo María, Huánuco, entre otras, así como cantantes extranjeros como Eddy Herrera con el tema Cómo hago de su composición, el chileno Américo con su versión de "El embrujo".En México este tema fue grabado por Los Super Lamas, Jalaor Show y Aaron y su Grupo Ilusion.
Entre sus principales temas destacan los siguientes:
- El embrujo
- Que levante la mano
- Motor y motivo
- El amor es así
- Morir de amor
- Hasta las 6 de la mañana me vacilo
- ¿Quién cura?
- Te vas
- Adiós amor
- Te eché al olvido
- Cómo hago sin ti

## Premios
- El tema "El embrujo" fue considerado el tema del año 2007.
- Ha ganado el premio al Compositor del año en los Premios APDAYC 2007.